# Легково (Рыбинский район)
В Ярославской области есть ещё три деревни Легково, в Большесельском, Борисоглебском и Первомайском районах.
Легко́во — деревня в Погорельской сельской администрации Глебовского сельского поселения Рыбинского района Ярославской области.
Деревня — самая северная деревня Глебовского сельского поселения, это самый северный населённый пункт на правом берегу Волги. Деревня расположена на оконечности мыса, образовавшегося при затоплении Рыбинского водохранилища, она — конечный пункт автомобильной дороги, следующей от центра поселения, села Глебова, на север и одновременно конечный пункт автобусного маршрута Рыбинск — Легково, служащего основным видом регулярного транспорта для многих населённых пунктов Судоверфского и для большинства населённых пунктов Глебовского сельских поселений. Деревня стоит на южном берегу широкого Рыбинского водохранилища. Противоположный берег здесь не просматривается. К востоку от деревни берег низкий и заболоченный, населённых пунктов нет. В юго-западном направлении высокий берег удобен для заселения и застроен стоящими вплотную деревнями, населёнными, в основном, дачниками: Ларионово, Починок, Могильца.
К северо-западу от деревни, отделенный от неё фарватером, находится небольшой остров Шумаровский. Остров песчаный, порос сосной. Длина около 800 м, ширина до 200 м. Остров не заселён, но служит пристанищем для многочисленных любителей рыбалки, яхтсменов и других владельцев плавсредств. На острове сохранились остатки церкви села Шуморово, затопленного при заполнении Рыбинского водохранилища.
Деревня Левкова указана на плане генерального межевания Рыбинского уезда 1792 года.
На 1 января 2007 года в деревне числилось 6 постоянных жителей. Почтовое отделение в селе Погорелка, обслуживает в деревне Легково 65 домов, названий улиц нет.